# Állampusztai Országos Büntetés-végrehajtási Intézet
Az Állampusztai Országos Büntetés-végrehajtási Intézet büntetés-végrehajtási intézet a Bács-Kiskun vármegyei Állampusztán, amely Harta nagyközséghez tartozik, irányítószáma 6327. Költségvetési szerv, jogi személy. Alaptevékenysége a külön kijelölés által meghatározott körben:
- az előzetes letartóztatással, továbbá
- a felnőtt korú férfi elítéltek börtön és fogház fokozatú szabadságvesztésével összefüggő

büntetés-végrehajtási feladatok ellátása.
Felügyeleti szerve az Belügyminisztérium, szakfelügyeletet ellátó szerve a Büntetés-végrehajtás Országos Parancsnoksága.
Címe: 6327 Állampuszta 1. Az intézet két, egymástól 30 km-re fekvő objektumból áll.

## Története
- 1883-ban (Alapító okirata szerint: 1886-ban) létesült Kishartai Közvetítő Intézet néven. A helyéül szolgáló birtokot Wágner Pál magánszemély – aki korábban maga is éveket töltött a Váci Fegyház és Börtönben, valamint az  Ilavai Fegyházban emberölés miatt  – végrendeletében hagyta az államra, azzal a szándékkal, hogy azon az elítéltek mezőgazdasági munkáltatására kerüljön sor.
- A foglyok betelepítése 1884-ben kezdődött el. Az intézet vezetését ekkor három tisztviselő (igazgató, tiszti írnok, főfelügyelő), az őri feladatokat pedig mindössze hat fő látta el.
- 1919-ben a „földműves munkára alkalmas elítéltek fegyház – és börtönbüntetésének végrehajtására” országos büntetőintézetté alakították át.
- A rabmunkát a két világháború közötti időszakban – fokozatosan – több ezer kataszteri holdra terjesztették ki:

1920-ban Mikla-pusztát, majd 
1926-ban a Bojárpusztai birtokot vették bérbe, azt követően 1928-ban  Bőrtelek-pusztát, illetve 
1930-ban Miklát vásárolták meg.
- A terület növekedésével (233-ról 3679 kataszteri hold = 2117 hektár) és a férőhely bővülésével (80-ról 430) a működtetést szolgáló létesítmények száma is gyarapodott: iskola, zárkák, lakások, munkatermek épültek  az elítéltek munkájával.
- 1944 őszén az őrség nagy részét katonai szolgálatra hívták be. Az intézetet kiürítették, az elítéltek a maradék őrség kíséretében, a meglévő állatállománnyal együtt a Dunántúlra indultak, ahol a menet – a folyamatos szökések következtében – feloszlott.
- Az intézethez tartozó földeken – még fogvatartottak nélkül – 1945 őszén kezdődtek el ismét a mezőgazdasági munkák. Előbb internáltakat vontak be a termelésbe, majd 1946-ban megkezdődött a rabok betelepítése.
- Az objektum 1949 márciusától 1951-ig az Igazságügyi Mezőgazdasági Vállalat telephelyeként működött. Újabb elítélt szállások, és mezőgazdasági épületek, valamint a személyi állomány részére szolgálati lakások épültek.
- 1951-től önálló – jogutód – vállalatként létrejött az Állampusztai Igazságügyi Gazdaság.
- 1956-ban a jeges ár elleni védekezésül gátat emeltek, az állatállományt más mezőgazdasági intézetekbe szállították át. Az októberi forradalom alatt az elítéltek elhagyták az intézetet.
- 1974-ben az intézethez csatolták a Solti Állami Gazdaságot. Működési területe 12500 hektárra nőtt, így az ország legnagyobb kiterjedésű büntetés-végrehajtási intézetévé vált.
- 1975-ben új szálláskörlet épült Solt-Nagymajorban, a korszerűtlen és zsúfolt miklai és korhányi körleteket („csurmákat”) megszüntették.
- 1980-ban felújítási munkákra került sor, majd 1989 és 1990 között biztonsági célú, zárkákat, tantermeket, irodahelyiségeket magába foglaló épületeket adtak át. Megújult az egészségügyi blokk, a szabadulórészleg, valamint a raktári helyiségek.

A fogvatartottak foglalkoztatását az Állampusztai Mezőgazdasági és Kereskedelmi Kft. biztosítja.

## Megközelítése
Állampuszta Harta lakott területétől északra helyezkedik el, a településrész és a büntetés-végrehajtás ottani objektumai az 5305-ös útról letérve, egy alsóbbrendű, számozatlan mellékúton érhetők el. Korábban saját vasúti megállóhelye is volt a Kunszentmiklós-Tass–Dunapataj-vasútvonalon (Állampuszta mrh.).